# Eros Djarot
Eros Djarot (ur. 22 lipca 1950 w Rangkasbitung) – indonezyjski muzyk, reżyser filmowy i polityk.
Wyreżyserował film Tjoet Nja’ Dhien (1988), który zdobył szereg nagród na Festival Film Indonesia (FFI) 1988.

## Filmografia
| Rok  | Tytuł                | Uwagi                         |
| ---- | -------------------- | ----------------------------- |
| 1976 | Kawin Lari           | kompozytor ścieżki dźwiękowej |
| 1977 | Badai Pasti Berlalu  | kompozytor ścieżki dźwiękowej |
| 1981 | Usia 18              | kompozytor ścieżki dźwiękowej |
| 1984 | Ponirah Terpidana    | kompozytor ścieżki dźwiękowej |
| 1986 | Secangkir Kopi Pahit | kompozytor ścieżki dźwiękowej |
| 1988 | Tjoet Nja’ Dhien     | reżyser                       |

## Dyskografia
| Rok  | Tytuł               |
| ---- | ------------------- |
| 1977 | Badai Pasti Berlalu |
| 1981 | Resesi              |
| 1984 | Metropolitan        |
| 1984 | Nona                |